# 京都府道621号下世屋本庄線
京都府道621号下世屋本庄線（きょうとふどう621ごう しもせやほんじょうせん）は、京都府宮津市から与謝郡伊根町に至る一般府道である。

## 概要
宮津市字下世屋から与謝郡伊根町字本庄上に至る。
宮津市北部から与謝郡伊根町本庄地区までの若狭湾に面する丹後半島東側において、本路線は山間部を縦断して何度も峠を越えながら山村集落をつなぎ、海沿いを経由する国道178号にと並走するようなルートとなっている。

### 路線データ
- 起点：宮津市字下世屋（京都府道75号浜丹後線）
- 終点：与謝郡伊根町字本庄上（本庄上交差点、国道178号交点、京都府道57号弥栄本庄線終点）
- 総延長：13.2055 km[注釈 1][2]

## 路線状況
順次改良工事を進めているが、1 - 1.5車線程度の狭隘な区間が残存している。このことについて、一部区間においてはGoogle マップの衛星画像によって鮮明な画像が提供されているため確認できる。また、本路線では平成23年台風第2号の影響による土砂災害の被害を受けており、異常気象時は走行に注意を要する。

### 重複区間
- 京都府道625号岩ヶ鼻須川線（宮津市字日ヶ谷 - 宮津市字日ヶ谷・落山口交差点）
- 京都府道652号久僧伊根線（宮津市字日ヶ谷・厚垣口交差点 - 与謝郡伊根町字菅野・越山交差点）
- 京都府道57号弥栄本庄線（与謝郡伊根町字菅野・越山交差点 - 与謝郡伊根町字本庄上・本庄上交差点（終点））

## 地理
世屋川水系にある宮津市字下世屋の集落付近から東に向かい、峠を越えて波見川水系の宮津市養老地区の中波見に至る。同地点で左に折れて波見川を遡りながら北上し、笹ヶ尾山の西側で2度目の峠を越えて犀川水系の宮津市日ヶ谷地区に入る。日ヶ谷集落を過ぎると3度目の峠を越え、終点まで筒川水系となり、与謝郡伊根町本庄地区に達する。

### 通過する自治体
- 京都府
  - 宮津市 - 与謝郡伊根町

### 交差する道路
| 交差する道路                                                             | 市町村名 | 市町村名 | 交差する場所 | 交差する場所        |
| ------------------------------------------------------------------------ | -------- | -------- | ------------ | ------------------- |
| 京都府道75号浜丹後線                                                     | 宮津市   | 宮津市   | 字下世屋     | 起点                |
| 京都府道619号中波見里波見線                                              | 宮津市   | 宮津市   | 字中波見     | エコパーク前交差点  |
| 京都府道620号奥波見岩ヶ鼻線                                              | 宮津市   | 宮津市   | 字奥波見     | 長通り峠交差点      |
| 京都府道625号岩ヶ鼻須川線 重複区間起点                                   | 宮津市   | 宮津市   | 字日ヶ谷     |                     |
| 京都府道625号岩ヶ鼻須川線 重複区間終点                                   | 宮津市   | 宮津市   | 字日ヶ谷     | 落山口交差点        |
| 京都府道652号久僧伊根線 重複区間起点                                     | 宮津市   | 宮津市   | 字日ヶ谷     | 厚垣口交差点        |
| 京都府道57号弥栄本庄線 重複区間起点 京都府道652号久僧伊根線 重複区間終点 | 与謝郡   | 伊根町   | 字菅野       | 越山交差点          |
| 国道178号 国道482号 重複 京都府道57号弥栄本庄線 重複区間起点             | 与謝郡   | 伊根町   | 字本庄上     | 本庄上交差点 / 終点 |

### 沿線
自然
- 世屋川
- 弥助山
- 波見川
- 千石山
- 笹ヶ尾山
- 犀川
- 筒川
- 布引滝

官公庁・公共施設
- 宮津市役所 日ヶ谷地区連絡所
- 宮津警察署 本庄駐在所

教育
- 伊根町立本庄中学校

金融機関・郵便局
- 本庄郵便局

神社・仏閣
- 山口神社
- 妙典寺
- 円教寺
- 天長寺
- 熊野神社
- 妙光寺
- 上山神社
- 日輪寺

余暇・観光
- 宮津カントリークラブ天の橋立コース
- 京都府立海と星の見える丘公園（丹後エコパーク）
- 伊根町桜が丘運動公園